# ایان هارت
ایان هارت (به انگلیسی: Ian Hart) (زاده: ۸ اکتبر ۱۹۶۴) بازیگر انگلیسی سینما و تلویزیون است. او در اولین فیلم از مجموعه فیلم‌های هری پاتر به نام هری پاتر و سنگ جادو نقش آفرینی کرده‌است.او همچنین در فیلم مرد انگلیسی، شرلوک هلمز و پرونده جوراب ابریشمی، مرا به آرامی بکش و ریپلی زیر زمین ایفای نقش کرده است. همچنین او در سریال افسانه‌های واهی و سریال آخرین پادشاهی بازی کرده است.

## زندگی‌نامه
هارت نواده خانواده‌ای ایرلندی است. وی در لیورپول، مرسی‌ ساید، انگلستان زاده شده‌است. او یکی از سه فرزند خانواده‌ای کاتولیک است.